# Auseinandersetzungen um die 35-Stunden-Woche
Mit den Auseinandersetzungen um die 35-Stunden-Woche sind Konflikte gemeint, die Gewerkschaften und Unternehmerverbände in der Bundesrepublik Deutschland seit den späten 1970er-Jahren um die Verkürzung der Wochenarbeitszeit ausgetragen haben. Insbesondere die 1984 geführten Arbeitskämpfe zur Einführung der 35-Stunden-Woche in der Metall- und Druckindustrie gehörten zu den längsten und härtesten in der bundesdeutschen Tarifgeschichte. Im Tausch gegen den Einstieg in verkürzte Wochenarbeitszeiten mussten die Gewerkschaften den Unternehmen größere Flexibilität bei der Arbeitszeitgestaltung zugestehen.

## Hintergrund
Technische Rationalisierung: Mit dem Einsatz von mikroelektronisch gesteuerten Robotern, Automaten und Datenverarbeitungsverfahren sowie durch fortschreitende Verdichtung von Arbeitsprozessen trugen Unternehmen seit den 1970er-Jahren in verstärktem Maß dazu bei, menschliche Arbeitskraft durch Maschinen zu ersetzen. Anders als in vorangegangenen Jahrzehnten schien der rationalisierungsbedingte Stellenabbau fortan nicht mehr durch Wachstumseffekte ausgeglichen zu werden. Angesichts eines «volkstümlichen Antifordismus und Antitaylorismus» begrüßten die Gewerkschaften technische Produktivitätszuwächse nicht mehr uneingeschränkt, sondern problematisierten vermehrt die individuellen wie gesamtwirtschaftlichen Folgen rationalisierter Arbeitskraft.
Massenerwerbslosigkeit: in der Stahl-, Werft- und Elektroindustrie hatten sich die Wirtschaftskrisen Mitte der 1970er und Anfang der 1980er Jahre besonders stark ausgewirkt. Allein zwischen 1980 und 1983 wurde die Zahl der Beschäftigten in der bundesdeutschen Metallindustrie um 10 % reduziert. Massenentlassungen gab es auch in der westdeutschen Druckindustrie, wo die Zahl der Beschäftigten im Jahrzehnt zwischen 1973 und 1983 um über 20 % auf nur mehr noch 164.912 sank. Insgesamt erhöhte sich die Zahl der Erwerbslosen in der Bundesrepublik aufgrund der wirtschaftlichen Rezession zwischen 1980 und 1982 von 890.000 auf 1.833.000. Ende 1983 wurden offiziell sogar knapp 2,5 Mio. Erwerbslose gezählt.
Druck aus dem Unternehmerlager: Teile des bundesdeutschen Unternehmerlagers reagierten auf die Wirtschaftskrise der 1970er-Jahre mit einer Infragestellung des Modells fordistischer Regulation. Um die Ertragsaussichten der Unternehmen wieder zu verbessern, musste aus ihrer Sicht vor allem die angeblich von den Gewerkschaften mitverursachte «Anspruchsinflation» unter Kontrolle gebracht werden. Nur über eine nachhaltige Verbilligung des Produktionsfaktors Arbeit könnten die zu beträchtlichen Teilen von Gewerkschaften und Sozialstaat verantworteten Investitionshemmnisse wieder beseitigt werden. Das im September 1982 veröffentlichte Lambsdorff-Papier brachte die wirtschaftspolitische Neuorientierung auch als Programmatik der christlich-liberalen Bundesregierung unter Helmut Kohl auf den Begriff.
Defensive der Gewerkschaften: Insofern sie niedrigere Tarifabschlüsse hinnehmen mussten und ihr Einfluss auf die Gestaltung der Arbeitsbedingungen rückläufig war, sahen sich Gewerkschaften durch die Massenerwerbslosigkeit in ihrer Kampfkraft beeinträchtigt. Innerhalb der Mitgliedschaft führte die nachlassende Durchsetzungskraft gewerkschaftlicher Tarifpolitik zu wachsenden Legitimationsproblemen. Die Probleme, mit denen sich «Gewerkschaften in der Krise» konfrontiert sahen, brachte der IG Metall-Vorsitzende Hans Mayr in seinem Geschäftsbericht zum Gewerkschaftstag 1983 auf den Punkt: «Wir brauchen ja auch endlich wieder einmal ein Erfolgserlebnis, nachdem wir in den letzten drei Jahren kaum noch etwas vorzeigen konnten.» Zusätzlich hatte sich die Anfang 1982 aufgedeckte Affäre um Missmanagement und persönliche Vorteilsnahme im gewerkschaftseigenen Wohnungsbaukonzern Neue Heimat negativ auf das öffentliche Ansehen der DGB-Gewerkschaften ausgewirkt.

## Akteure und Argumente

### Gewerkschaften
In den frühen 1970er Jahren hatten die Gewerkschaften ihre Vorschläge für kürzere Arbeitszeiten vor allem mit der von ihnen geforderten «Humanisierung der Arbeitswelt» begründet. Der Trend zur Verdichtung des Arbeitstages sollte sozial abgefedert werden. Mit der Verschärfung der Wirtschaftskrise in der zweiten Hälfte der 1970er-Jahre traten arbeitsmarktpolitische Argumente stärker in den Vordergrund. Viele DGB-Gewerkschaften forderten angesichts steigender Erwerbslosenzahlen und einer gleichzeitig zunehmenden Arbeitsproduktivität eine Umverteilung der vorhandenen Arbeit. Arbeitszeitverkürzungen würden aber nicht nur neue Arbeitsplätze schaffen, sondern auch die Streichung bestehender verhindern. «Ein Millionenheer von Noch-Beschäftigten würde ohne Arbeitszeitverkürzung zu Arbeitslosen.» In der gewerkschaftlichen Begründung von Arbeitszeitverkürzungen spielte auch der Zuwachs an frei verfügbarer Zeit eine wichtige Rolle, der den Beschäftigten bessere Möglichkeiten zur eigenständigen Gestaltung ihres individuellen und gesellschaftlichen Lebens eröffneten.

### Arbeitgeberverbände
Die Arbeitgeberverbände sprachen sich kategorisch gegen eine weitere Reduzierung der Wochenarbeitszeit unter 40 Stunden aus. In einem so genannten «Tabu-Katalog» stellte die Bundesvereinigung der Deutschen Arbeitgeberverbände (BDA) 1978 fest, dass «eine weitere Reduzierung des Arbeitsvolumens durch Verkürzung der Wochenarbeitszeit unter 40 Stunden keinesfalls zu verantworten» sei. «Sie würde das notwendige wirtschaftliche Wachstum ernstlich beeinträchtigen und damit auch die Wettbewerbsfähigkeit der deutschen Wirtschaft gefährden.» Wegen höherer Arbeitskosten führe die Einführung der 35-Stunden-Woche weniger zu einem Rückgang als zu einem Anstieg der Arbeitslosigkeit. Dieter Kirchner, der Hauptgeschäftsführer von Gesamtmetall, brachte die ablehnende Haltung der Unternehmer zur 35-Stunden-Woche auf die Formel «Lieber vier Wochen Streik als eine Minute Arbeitszeitverkürzung». In den frühen 1980er-Jahren kombinierte die Unternehmerseite ihre Ablehnung verkürzter Wochenarbeitszeiten immer häufiger mit Vorschlägen für eine stärkere «Arbeitszeitflexibilisierung».

### Parteien
CDU/CSU: In einem am 21. September 1981 angenommenen Leitantrag des CDU-Bundesvorstands für den Hamburger Parteitag lehnte die CDU die Forderung nach Einführung der 35-Stunden-Woche als «undifferenziert» ab und sprach sich stattdessen für flexiblere und weniger zentralistische Strukturen auf dem Arbeitsmarkt aus. Nur so und nicht etwa durch eine generelle Wochenarbeitszeitverkürzung ließen sich die Arbeitsmarktprobleme lösen. Nach dem Regierungswechsel blieb die CDU bei ihrer Ablehnung der 35-Stunden-Woche. In einer Rede auf dem Deutschlandtag der Jungen Union am 12. und 13. November 1983 bezeichnete Helmut Kohl die Gewerkschaftsforderung nach einer Verkürzung der Wochenarbeitszeit auf 35 Stunden als «absurd, dumm und töricht». Als Alternative zur Wochenarbeitszeitverkürzung legte die Bundesregierung im Dezember 1983 einen Gesetzentwurf zur Erleichterung tariflicher Vorruhestandsregelungen vor.
FDP: In ihren Mainzer Beschlüssen zur Arbeitszeitverkürzung vom Dezember 1978 erklärte die FDP eine Senkung der Wochenarbeitszeit noch für familienpolitisch erwünscht. Bereits hier stand aber die Flexibilisierung von Tages- und Wochenarbeitszeiten sowie die Lockerung des Ladenschlussgesetzes im Mittelpunkt des Forderungskatalogs. Nach der Bonner Wende begründete Bundeswirtschaftsminister Otto Graf Lambsdorff die Ablehnung der 35-Stunden-Woche mit den aus Sicht der FDP «wettbewerbsschädlichen und arbeitsplatzvernichtenden Folgen» verkürzter Wochenarbeitszeiten. Bereits im so genannten Lambsdorff-Papier hatte er davor gewarnt, von Arbeitszeitverkürzungen den Abbau der Arbeitslosigkeit zu erwarten. Allenfalls branchenspezifische Lösungen, der Verzicht auf Lohnausgleich und vorübergehend verkürzte Lebensarbeitszeiten bei entsprechend verringerten Rentenansprüchen könnten einen kleinen Beitrag zur Lösung der Beschäftigungsprobleme leisten.
SPD: In der SPD wurde die Gewerkschaftsforderung nach einer 35-Stunde unterschiedlich bewertet. In einer Rede vor Bundeswehroffizieren sprach sich der ehemalige Bundeskanzler Helmut Schmidt gegen einen Lohnausgleich aus. «Die 35-Stunden-Woche kann nicht realisiert werden, wenn man nicht gleichzeitig bereit ist, auch nur für 35 Stunden Lohn zu erhalten. Sonst werden die deutschen Produkte noch teurer.» Willy Brandt dagegen schien die Gewerkschaften in ihrem Kampf zur Einführung der 35-Stunden-Woche unterstützen zu wollen. Der Essener Bundesparteitag der SPD im Mai 1984 erklärte sich mit den für die 35-Stunden-Woche streikenden Gewerkschaften solidarisch. Große, auch innerparteiliche Kontroversen löste 1988 der Vorschlag des damaligen saarländischen Ministerpräsidenten Oskar Lafontaine aus, eine Arbeitszeitverkürzung auf zunächst 30 Stunden durch Lohnverzicht oberer Einkommensgruppen zu realisieren.
Die Grünen: Die seit 1983 im Bundestag vertretenen Grünen sprachen sich in den 1980er-Jahren für eine Verkürzung der Wochenarbeitszeit aus. Ihre Parteinahme für die 35-Stunden-Woche begründete die Partei mit den zu erwartenden beschäftigungspolitischen Effekten, mit wachstumskritischen Argumenten, mit den durch reduzierte Arbeitsbelastung erweiterten Partizipationsmöglichkeiten sowie mit der Notwendigkeit einer geschlechtergerechteren Aufteilung von Reproduktionsarbeit. Die Zeitsouveränität von Beschäftigten hofften die Grünen mit dem Modell eines garantierten Grundeinkommens sowie mit einem «Recht auf selbstbestimmte Wenigerarbeit» Rechnung zu tragen. In der Frage, ob die Arbeitszeitverkürzung von einem vollen Lohnausgleich begleitet werden müsse, vermieden die Grünen zwar eine definitive politische Festlegung, sprachen sich aber gegen Lohneinbußen für untere und mittlere Einkommen aus.

## Innergewerkschaftliche Diskussion

### Zweck von Arbeitszeitverkürzung
Zu Beginn der 1970er-Jahre begründeten die Gewerkschaften in der Bundesrepublik ihre Forderung nach weiterer Verkürzung der Arbeitszeit (etwa über verlängerte Ausbildungszeiten, die Absenkung des Renteneintrittsalters oder einen sechswöchigen Jahresurlaub) vor allem mit der aus ihrer Sicht notwendigen Humanisierung der Arbeitswelt. Vor dem Hintergrund einer massiven Unzufriedenheit mit Arbeits- und Lebensbedingungen beklagte der damalige DGB-Vorsitzende Heinz Oskar Vetter in einem 1973 veröffentlichten Beitrag für die Gewerkschaftlichen Monatshefte menschenunwürdige Lohnsysteme («Akkord ist Mord»), Schichtarbeit, einen durch gestiegene Leistungsanforderungen und erhöhtes Arbeitstempo verursachten Stress sowie andere gesundheitsschädliche Arbeitsbedingungen, die dazu führten, dass es allein in der Bundesrepublik jährlich 2,6 Mio. Arbeitsunfälle gebe, davon 4.200 mit tödlichem Ausgang. Neben ihrer Kritik an einer durch «Eintönigkeit und Sinnentleerung» geprägten Arbeitswelt ergriffen die Gewerkschaften konkrete Maßnahmen zur Verbesserung von Arbeitsbedingungen. So setzten die in der IG Metall organisierten Metallarbeiter Baden-Württembergs als Ausgleich für besonders belastende Akkordarbeit mittels eines dreiwöchigen Streiks im Herbst 1973 die so genannte Steinkühlerpause von acht Minuten persönlicher Erholungszeit pro Stunde durch.
Im Zuge der Wiederkehr der Massenarbeitslosigkeit seit Mitte der 1970er-Jahre wurde der Verweis auf eine notwendige Humanisierung der Arbeitswelt in der gewerkschaftlichen Diskussion zusehends durch die Hoffnung auf beschäftigungspolitische Wirkungen von Arbeitszeitverkürzung in den Hintergrund gedrängt. In seinen Vorschlägen zur Wiederherstellung der Vollbeschäftigung aus dem Jahr 1977 forderte DGB nicht mehr nur staatliche Arbeitsbeschaffungsmaßnahmen, sondern auch eine Verkürzung der Arbeitszeit. Wachstumsraten, die mittelfristig zu einer Beseitigung der Massenarbeitslosigkeit führen würden, erschienen den Gewerkschaften nunmehr illusionär und auch in ökologischer Hinsicht fragwürdig. Viele Gewerkschaften sahen Arbeitszeitverkürzungen als ein wirksames Instrument an, um die Arbeit besser zu verteilen und Spaltungsprozessen zwischen «Arbeitsplatzbesitzern» und Arbeitslosen zu begegnen.
Eine Minderheit innerhalb der Gewerkschaften vertrat die Ansicht, dass engagiertes Eintreten für Arbeitszeitverkürzung auch ein Mittel sein könnte, in Zeiten ökonomischer Strukturkrisen gewerkschaftliche Handlungsfähigkeit wiederzugewinnen, die sich von den restriktiven Vorgaben von Staat und Unternehmen unabhängig macht. Die Forderung nach der 35-Stunden-Woche sei «Ausdruck des Bemühens um die Entwicklung eigenständiger Kampfmittel gegen die Arbeitslosigkeit. Sie zeigt, dass die Gewerkschaft sich nicht mehr darauf verlassen kann und will, daß der Staat, daß die Regierung die anstehenden Probleme schon lösen werden.»

### Wege zur Arbeitszeitverkürzung
Obwohl die deutschen Gewerkschaften seit Ende der 1970er-Jahre über das Ziel weiterer Arbeitszeitverkürzung im Grundsatz übereinstimmten, waren sie uneins über die am besten geeigneten Mittel. Auf dem DGB-Kongress von 1978 konnte keine Übereinkunft über die konkrete tarifpolitische Umsetzung kürzerer Arbeitszeiten erzielt werden.
In der IG Druck und Papier gehörte die Forderung nach der 35-Stunden-Woche schon seit 1970 zur offiziellen Beschlusslage. Mit der Deutschen Postgewerkschaft, der Gewerkschaft der Eisenbahner Deutschlands und der Gewerkschaft Holz und Kunststoff plädierten ab Mitte der 1970er-Jahre weitere DGB-Einzelgewerkschaften für eine Verkürzung der Wochenarbeitszeit auf 35 Stunden. Die IG Metall diskutierte auf ihrem 12. Gewerkschaftstag im September 1977 entsprechende Forderungen sehr kontrovers. Gegen den ausdrücklichen Willen des IG Metall-Vorstands setzten sich 45 Verwaltungsstellen für eine Verkürzung der Wochenarbeitszeit auf 30–35 Stunden ein. Mit knapper Mehrheit fand die Forderung nach der 35-Stunden-Woche Aufnahme in den gewerkschaftlichen Zielkatalog, eine Prioritätensetzung sollte allerdings damit nicht verbunden sein. Nachdem die 35-Stunden-Woche bereits im Stahlarbeiterstreik 1978/79 gefordert worden war, entschied sich der Vorstand der IG Metall endgültig erst im September 1982, mit der Forderung nach der 35-Stunden-Woche in die nächste Tarifauseinandersetzung zu gehen. Unter den Befürwortern der 35-Stunden-Woche wurden auch die Modalitäten ihrer konkreten Umsetzung diskutiert. Zur Debatte standen die Notwendigkeit des vollen Lohnausgleichs bzw. die des Verzichts auf Einkommensverbesserungen. Außerdem wurde – unter dem Stichwort «Einstieg in die 35-Stunden-Woche» – die Dauer des Übergangszeitraums diskutiert.
In Abgrenzung zum Konzept der 35-Stunden-Woche machten sich andere, stärker sozialpartnerschaftlich orientierte DGB-Gewerkschaften für unterschiedliche Modelle verkürzter Lebensarbeitszeiten stark. Die Gewerkschaft Nahrung-Genuss-Gaststätten plädierte dafür, dass ältere Arbeitnehmer vorzeitig in den Ruhestand gehen durften. Die IG Chemie-Papier-Keramik legte sich Anfang der 1980er-Jahre auf das Modell der Tarifrente fest. Auch Hans Janßen, das für Tarifpolitik zuständige Vorstandsmitglied der IG Metall, favorisierte bis September 1982 das Modell der Tarifrente. Die Gewerkschaft Textil und Bekleidung forderte auf dem DGB-Kongress von 1982 verkürzte Arbeitszeiten für ältere Arbeitnehmer. Die IG Bergbau und Energie und die IG Bau-Steine-Erden gaben Vorruhestandsmodellen den Vorzug vor der 35-Stunden-Woche. Während die IG Metall Vorbereitungen für die Auseinandersetzung um die 35-Stunden-Woche traf, schloss die IG Chemie-Papier-Keramik am 25. März 1983 einen Tarifvertrag ab, der die wöchentliche Arbeitszeit für ältere Beschäftigte reduzierte, an der 40-Stunden-Woche aber demonstrativ festhielt.

### Ausgestaltung der 35-Stunden-Woche
Unter den Befürwortern der 35-Stunden-Woche herrschten unterschiedliche Vorstellungen darüber, wie die verkürzte Arbeitswoche ausgestaltet werden sollte. Linkssozialdemokratischen Positionen, die sich für eine Fixierung von Leistungsnormen und eine zumindest vorübergehende Festlegung auf das Zwischenziel eines Siebenstundentags aussprachen, standen sozialliberale Stimmen gegenüber, die sich eine 35-stündige Wochenarbeitszeit auch als das Ergebnis eines mehrwöchigen Durchschnitts vorstellen konnten («Arbeitszeitkonten»). Zwischen diesen Polen standen Vorschläge für eine Verlängerung des Wochenendes («kurzer Freitag»).

## Arbeitskämpfe um die 35-Stunden-Woche

### Streik in der Stahlindustrie 1978/79
Zwischen dem 28. November 1978 und dem 10. Januar 1979 streikten Arbeiter der nordrhein-westfälischen Eisen- und Stahlindustrie für eine Verkürzung der Wochenarbeitszeit auf 35 Stunden. Die Arbeitszeitverkürzung sollte den besonders belastenden Arbeitsbedingungen in der Stahlindustrie Rechnung tragen, vor allem aber Arbeitsplätze sichern und dem Trend zu Massenentlassungen in der Branche entgegenwirken. Seit Ausbruch der Strukturkrise im Jahr 1975 waren in der westdeutschen Stahlindustrie 40.000 Stellen abgebaut worden. Die Stahlunternehmen lehnten die von der IG Metall geforderte Verkürzung der Wochenarbeitszeit kategorisch ab. Bereits während der Tarifverhandlungen bereiteten sich die Arbeitgeber durch die Aufstockung von Vorräten intensiv auf einen möglichen Arbeitskampf vor.
Am 7. November 1978 wurden die im Sommer begonnenen Tarifverhandlungen für gescheitert erklärt. In der Urabstimmung votierten 86,9 % der IG Metall-Mitglieder für einen Streik. Die IG Metall entschied sich für einen Schwerpunktstreik, der zunächst acht Betriebe mit zusammen 38.000 Beschäftigten in den Arbeitskampf einbezog. Von den Aussperrungen, mit denen der Verband der Eisen- und Stahlindustrie auf den Streik reagierte, waren neben den Streikenden noch 30.000 weitere Arbeitnehmer betroffen. Am 5. Dezember stimmte die IG Metall der Unternehmerforderung zu, den nordrhein-westfälischen Arbeits- und Sozialminister Friedhelm Farthmann, einen Befürworter verkürzter Lebensarbeitszeiten, mit der Vermittlung im Arbeitskampf zu beauftragen. Im Zuge der Vermittlungsgespräche wurde der Umstieg von einer weitreichenden Verkürzung der Wochenarbeitszeit auf eine «stahltypische» Lösung vorbereitet. In vielen Stahlbetrieben kam es zu heftigen Konflikten zwischen Streikaktivisten und Gewerkschaftsführung.
Der am 6. Januar 1979 den Verhandlungskommissionen auf Gewerkschafts- und Unternehmerseite vorgelegte Kompromissvorschlag sah keine Verkürzung der Wochenarbeitszeit vor. Neben 4 % mehr Lohn sollten Arbeitnehmer stattdessen Freischichten und mehr Urlaubstage erhalten. Nach sechs Wochen Streik stimmten in der Urabstimmung 54,47 % der Gewerkschaftsmitglieder für das Ergebnis, 45,53 % dagegen. «Der Arbeitskampf in der Stahlindustrie […] endete gemessen am Ziel des Einstiegs in die 35-Stunden-Woche mit einer Niederlage. Erzielt wurden dagegen beachtliche Erfolge bei der Urlaubsverlängerung (stufenweise 6 Wochen für alle Beschäftigten), zusätzliche Freischichten für Nachtschichtarbeiter und ältere Stahlarbeiter und Einkommenserhöhungen um 4 %. Der Preis war hoch. Festgeschrieben wurden die gültigen Arbeitszeitregelungen auf weitere 5 Jahre. Damit war klar, dass eine Neuauflage der Auseinandersetzung um die Wochenarbeitszeit […] erst wieder 1983, damit unter damals schon absehbar schlechteren Bedingungen stattfinden konnte.»

### Streik in der Druckindustrie 1984
Zwischen dem 12. April und dem 5. Juli 1984 führte die IG Druck und Papier einen dreizehnwöchigen Streik zur Einführung der 35-Stunden-Woche durch. Die seit Mitte Februar 1983 bzw. Mitte Januar 1984 laufenden Lohnrahmen-, Lohn- bzw. Manteltarifverhandlungen wie auch die Einigungsvorschläge der am 20. Februar 1984 eingeleiteten Schlichtung wurden von der Gewerkschaft am 3. April 1984 für gescheitert erklärt. Bereits am 16. März 1984 – und damit noch während der Friedenspflicht – war es zu Warnstreiks gekommen, an denen sich bis zum 23. März 1984 9.000 Beschäftigte aus 80 Betrieben beteiligten. Während die IG Druck und Papier die Einführung der 35-Stunden-Woche bei vollem Lohnausgleich forderte, wollte der Bundesverband Druck (BVD) die 40-Stunden-Woche bis zum 31. Dezember 1987 festschreiben lassen.
Nach dem Scheitern der Tarifverhandlungen sprachen sich in insgesamt 423 Betrieben 83,3 % der 28.700 zur Urabstimmung aufgerufenen Gewerkschaftsmitglieder für einen Streik aus. Von Anfang an rechnete die IG Druck und Papier damit, dass ihr Streik nicht vor dem Arbeitskampf der IG Metall beendet werden würde. Sie versuchte zudem, Aussperrungsmaßnahmen von Unternehmerseite nach Möglichkeit zu verhindern. Aus diesen Gründen setzte sie nach den Worten ihres Vorsitzenden Erwin Ferlemann auf eine „flexible Arbeitskampfführung“. Die im Bundesverband Druck zusammengeschlossenen Zeitungsverlage verzichteten zwar auf Aussperrungen, griffen aber gleichwohl zu harten Arbeitskampfmethoden.

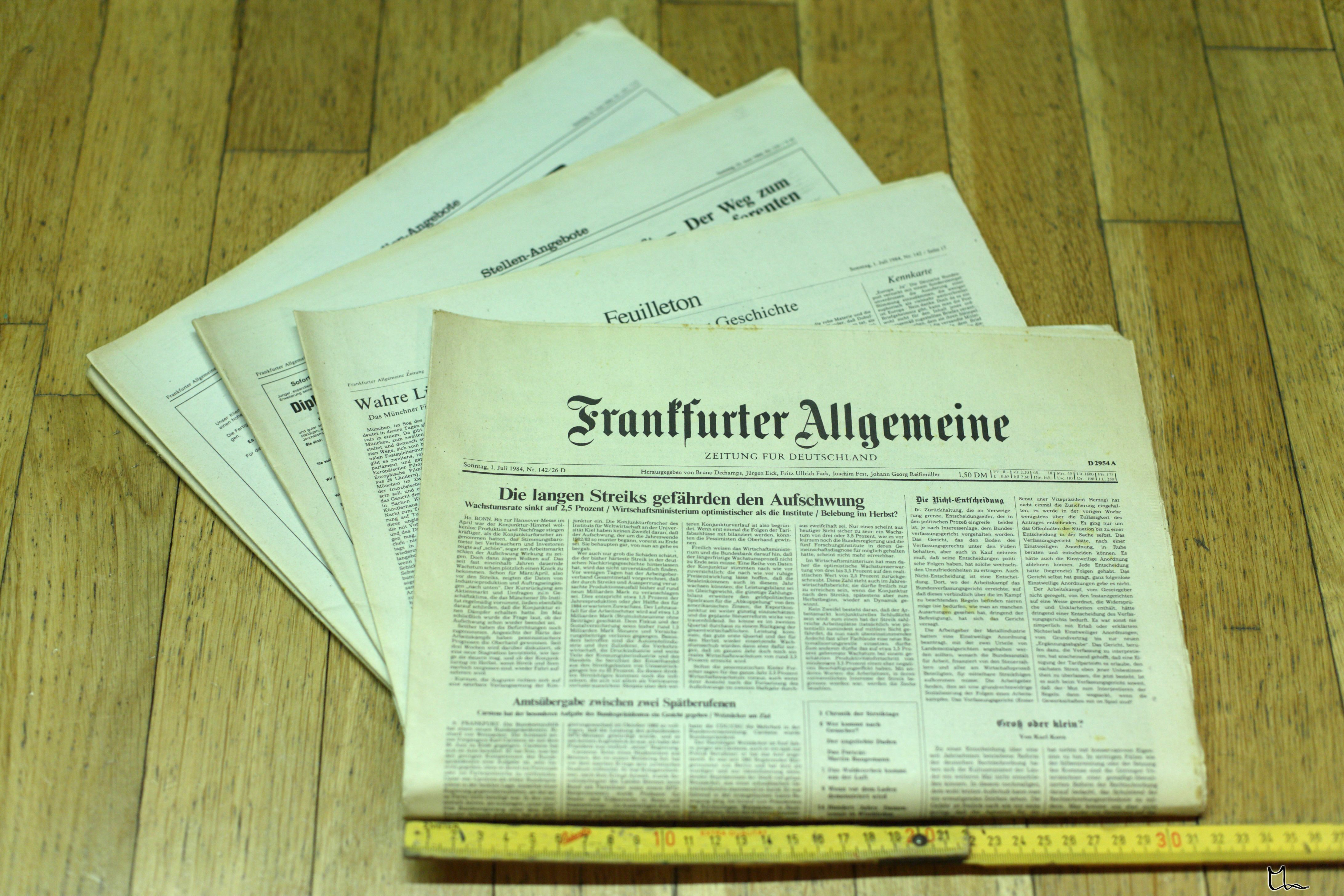
Notausgabe der Frankfurter Allgemeinen Zeitung (FAZ) vom 1. Juli 1984 im ungewöhnlichen Berliner Format

Mit teilweise Aufsehen erregenden Aktionen bemühten sich beide Tarifparteien darum, die öffentliche Meinung für sich zu gewinnen. Gewerkschaftsmitglieder sorgten dafür, dass an einzelnen Streiktagen die Kommentarspalten ausgewählter Tageszeitungen wie der Bild (28. April 1984) oder des Weser-Kuriers (27. Mai 1984) unbedruckt blieben. In mehreren Fällen konnte auch die Herstellung von Tageszeitungen tageweise blockiert werden. Umgekehrt nutzten Zeitungsverlage das damals neue technische Verfahren des vollelektronischen Umbruchs, um in Eigenregie „Notausgaben“ ihrer Zeitung zu erstellen. Eine auf diese Weise produzierte Ausgabe der FAZ wurde am 24. Juni 1984 per Hubschrauber aus der Druckerei ausgeliefert.
Kurt Biedenkopf, der am 3. Juni 1984 von beiden Tarifparteien benannte Schlichter, scheiterte am 21. Juni mit seinem Einigungsvorschlag am Widerstand des Bundesverbandes Druck. Das am 30. Juni unterbreitete Unternehmerangebot, den Schlichtungsspruch aus der Metallindustrie zu übernehmen, lehnte wiederum die IG Druck und Papier ab. „Für die Druckindustrie sollte die Arbeitszeit für jeden Beschäftigten und nicht nur im Durchschnitt des einzelnen Betriebs verkürzt werden.“ Zwar konnte eine individuelle Verkürzung der Arbeitszeit in der Tarifeinigung tatsächlich durchgesetzt werden, auch das Unternehmerdogma der 40-Stunden-Woche wurde gebrochen, aber anstelle von 35 Stunden mussten die Beschäftigten der Druckindustrie fortan immer noch 38,5 Stunden arbeiten. Außerdem sah der Tarifvertrag, dem am 12. Juli 1984 60,8 % von 52.388 Mitgliedern der IG Druck und Papier zustimmten, eine Flexibilisierung der Arbeitszeiten vor.

### Streik in der Metallindustrie 1984
Zwischen dem 14. Mai 1984 und dem 4. Juli 1984 streikten die Arbeiter der baden-württembergischen und hessischen Metallindustrie für die Einführung der 35-Stunden-Woche. Zuvor waren mehrmonatige Tarifverhandlungen sowie Spitzengespräche zwischen Gewerkschaften und Unternehmern ohne Einigung verlaufen. Der Unternehmerverband Gesamtmetall lehnte verkürzte Wochenarbeitszeiten ab und schlug stattdessen eine Flexibilisierung der Arbeitszeit vor. Zu diesem Zweck sollten u. a. die Teilzeitarbeit ausgedehnt und Vorruhestandsregelungen für ausgewählte Geburtsjahrgänge eingeführt werden. Die Gewerkschaften deuteten zwar ein Entgegenkommen in der Frage der Arbeitszeitflexibilisierung an, beharrten aber auf einem Einstieg in die 35-Stunden-Woche. Zur Bekräftigung ihrer Gegenpositionen führte die Gewerkschaft ab dem 12. März 1984 bundesweit Warnstreiks durch, an denen sich 367.000 Beschäftigte beteiligten. Am 25. April 1984 erklärte die IG Metall die Tarifverhandlungen offiziell für gescheitert und leitete in den Tarifbezirken Nordwürttemberg/Nordbaden und Hessen für den 7. bis 9. Mai Urabstimmungen ein. Über 80 % der Gewerkschaftsmitglieder sprachen sich für die Aufnahme eines Arbeitskampfes aus.
Der Streik für die Einführung der 35-Stunden-Woche begann am 14. Mai 1984 in 14 ausgewählten Automobilzulieferbetrieben des Bezirks Nordwürttemberg/Nordbaden und wurde am 21. Mai 1984 auf neun hessische Unternehmen ausgeweitet. Unmittelbar nach Beginn des Streiks kündigten die Unternehmer Aussperrungen an. Zu Anfang beteiligten sich etwa 43.000 Arbeiter an den Streikaktionen, zwischen 65.000 und 84.000 Arbeiter waren wenig später von Aussperrung betroffen. Auf dem Höhepunkt des Streiks legten 57.500 Mitglieder der IG Metall die Arbeit nieder. 147.000 Metallarbeiter waren nach Unternehmerangaben von „heißen“ Abwehraussperrungen betroffen, 396.000 weitere Beschäftigte von „kalter Aussperrung“. Die IG Metall verfolgte die Streiktaktik, mit möglichst geringem Aufwand möglichst großen Druck auf die Metallindustriellen auszuüben („Mini-Max“). Umgekehrt war der Unternehmerverband daran interessiert, den Streik durch Aussperrungsmaßnahmen für die Gewerkschaft möglichst schnell sehr kostspielig werden zu lassen. In den drei Wochen nach dem 24. Mai 1984 kam es parallel zum Arbeitskampf immer wieder zu Verhandlungen und Spitzengesprächen zwischen Gewerkschaft und Unternehmerverband. Obwohl beide Seiten inzwischen von ihren Maximalforderungen abgerückt waren, wurden diese Konsultationen am 13. Juni 1984 von der IG Metall für ergebnislos erklärt und unterbrochen.
Nachdem die Tarifparteien das Scheitern der freien Verhandlungen festgestellt hatten, einigten sie sich auf das Verfahren der besonderen Schlichtung und auf den ehemaligen Verteidigungsminister und Gewerkschaftsvorsitzenden Georg Leber sowie den Konstanzer Arbeitsrechtler Bernd Rüthers als Schlichter. Unter ihrer Ägide kristallisierte sich eine Kompromisslinie im Arbeitskampf heraus, der zufolge die IG Metall-Forderung nach einer allgemeinen Verkürzung der Wochenarbeitszeit mit der Gesamtmetall-Forderung nach einer betrieblichen Flexibilisierung der Regelarbeitszeit verknüpft werden sollte. Der Einigungsvorschlag der besonderen Schlichtungsstelle, der am 26. Juni 1984 der Öffentlichkeit präsentiert wurde, sah vor, die Wochenarbeitszeit im betrieblichen Durchschnitt auf 38,5 Stunden zu verkürzen. In einer Spanne zwischen 37 und 40 Stunden sollte diese Wochenarbeitszeit flexibel auf die Beschäftigten verteilt werden können. Sowohl der Gesamtmetall-Vorstand als auch die große Tarifkommission der IG Metall stimmten diesem Schlichtungsspruch zu. Beendet wurde der Streik, als in Urabstimmungen zwischen dem 29. Juni und dem 4. Juli 1984 54,52 % der baden-württembergischen IG Metall-Mitglieder und 52,39 % ihrer hessischen Kollegen dem „Leber-Kompromiss“ zustimmten.

### Weitere Tarifauseinandersetzungen um die Einführung der 35-Stunden-Woche
Im Umfeld der Streikauseinandersetzungen um die 35-Stunden-Woche wurden 1984 noch in einer Reihe weiterer Branchen Tarifabschlüsse mit Auswirkungen auf die Wochenarbeitszeit erzielt. Ohne einen Arbeitskampf wurden noch vor dem Ende des Arbeitskampfes in der Metallindustrie ein Tarifabschluss in der holz- und kunststoffverarbeitenden Industrie von Rheinland-Pfalz erzielt, der eine Wochenarbeitszeitverkürzung mit einer erheblichen Flexibilisierung der betrieblichen Arbeitszeiten verknüpfte. Am 1. Oktober 1984 wurde in der nordrhein-westfälischen Stahlindustrie die 38-Stunden-Woche eingeführt, ohne dass Arbeitszeitflexibilisierungen über das bis dahin übliche Maß hinaus vereinbart worden wären. Im Groß- und Einzelhandel wurde die 38,5-Stunden-Woche mit Wirkung zum 1. Oktober 1986 eingeführt, in der Papierverarbeitung und im Metallhandwerk zum 1. November 1986 bzw. zum 1. Januar 1987. Im Bank- und Versicherungsgewerbe galt ebenfalls ab dem 1. Januar 1987 die 38,75-Stunden-Woche. Damit galten im Jahr 1987 für fast die Hälfte aller von DGB-Tarifverträgen begünstigten Beschäftigten Regelarbeitszeiten von unter 40 Wochenstunden.
1987 erreichten die Gewerkschaften in der Metall- und Druckindustrie in einem zweiten Schritt eine Verkürzung der Wochenarbeitszeit auf 37 Stunden.
1990 erzielten die Tarifparteien in der Metall- und Druckindustrie eine Einigung hinsichtlich der schrittweisen Einführung der 35-Stunden-Woche bis 1995.
2017 forderte die Gewerkschaft IG Metall, dass Beschäftigte einen Anspruch erhalten sollen, ihre Arbeitszeit für einen Zeitraum von bis zu zwei Jahren auf bis zu 28 Stunden pro Woche zu reduzieren, um Kinder unter 14 Jahren im Haushalt zu betreuen oder Familienangehörige zu pflegen. Umstritten ist dabei besonders die Forderung der IG Metall nach einem Teillohnausgleich für diese Beschäftigtengruppe. Arbeitgeber erklären zudem, dass der Fachkräftemangel einem solchen Anspruch auf Arbeitszeitreduktion entgegenstehe. Laut der Soziologin Ingrid Artus nimmt die Vereinbarkeit von Familie und Beruf mit der steigenden Frauenerwerbstätigkeit an Bedeutung zu.

## Bewertung der Tarifauseinandersetzungen

### Gewerkschaften
IG Metall und IG Druck und Papier nahmen Mitte der 1980er-Jahre für sich in Anspruch, mit der 38,5-Stunden-Woche das von den Unternehmerverbänden aufgestellte Tabu gebrochen zu haben, die Arbeitszeit nicht unter 40 Stunden zu reduzieren. Mit der Wochenarbeitszeitverkürzung um 1,5 Stunden sei ein erster Einstieg in die 35-Stunden-Woche erreicht worden, die nach weiteren Tarifauseinandersetzungen schließlich 1995 in der westdeutschen Metall- und Druckindustrie eingeführt wurde. Positiv bewertete die IG Metall auch, dass mithilfe der Streiks «Angriffe der Arbeitgeber auf Besitzstände der Arbeitnehmer erfolgreich abgewehrt» zu haben. Die Zugeständnisse, zu denen sich die Gewerkschaften gezwungen sahen, lasteten sie auch der aus ihrer Sicht parteilichen Haltung von Bundesregierung und Bundesanstalt für Arbeit an. Insbesondere der Franke-Erlass stand in ihrer Kritik. Mit der geplanten Verweigerung von Lohnersatzleistungen für «kalt ausgesperrte» Arbeiter sei bezweckt worden, die Bedingungen von Arbeitskämpfen zugunsten der Unternehmerseite zu verbessern. Auch habe die Bundesregierung mit ihren einseitigen öffentlichen Stellungnahmen in die Tarifautonomie eingegriffen.
IG Metall und IG Druck und Papier hielten sich zugute, mit Vorschlägen zur Umverteilung der Arbeit in Zeiten der Wirtschaftskrise eine eigenständige Alternative zur Massenarbeitslosigkeit formuliert zu haben. In die Defensive gedrängte Organisationen seien damit wieder als gesellschaftliche Reformkräfte erkennbar geworden. Nicht zuletzt deshalb sei etwa die Mitgliederzahl der IG Metall in der zweiten Hälfte der 1980er-Jahre auch noch einmal spürbar gestiegen. Anders als den neokonservativen Kräften in Großbritannien oder den USA sei es der «Koalition von Kabinett und Kapital» in der Bundesrepublik nicht gelungen, den Gewerkschaften eine schwere Niederlage beizubringen.

### Arbeitgeberverbände
Anders als die IG Metall werteten die Unternehmerverbände den «Leber-Kompromiss» von 1984 nicht als «Einstieg in die 35-Stunden-Woche». Aufgrund der Flexibilisierungsmöglichkeiten seien vielmehr «die Weichen für einen Ausstieg aus der generellen Arbeitszeitverkürzung gestellt worden». Sie verwiesen auf die durch den Tarifabschluss eröffneten Möglichkeiten, individuelle Arbeitszeiten besser an betriebliche Bedürfnisse anpassen zu können und begrüßten nach der Konfrontation mit der IG Metall die Tendenz zur Verbetrieblichung der Tarifpolitik. «Mit dieser Delegation von Entscheidungsbefugnissen und Gestaltungsmöglichkeiten an die Geschäftsleitungen und Betriebsräte wurden die Möglichkeiten zu einer flexiblen Arbeitszeitgestaltung erheblich erweitert.»

## Folgen des Kampfs um Arbeitszeitverkürzung

### Beschäftigungspolitische Effekte
Der Beitrag der Wochenarbeitszeitverkürzung zum Abbau der Massenarbeitslosigkeit wurde von den Tarifparteien und den ihnen nahestehenden Wirtschaftsforschern unterschiedlich eingeschätzt. Die Unternehmerseite bestritt generell, dass rückläufige Erwerbslosenzahlen auf Arbeitszeitverkürzungen zurückzuführen seien und schrieb sie stattdessen der Arbeitszeitflexibilisierung zu. Auch gewerkschaftsnahe Wissenschaftler zeigten sich angesichts der zu erwartenden Beschäftigungseffekte einer zunächst nur um 1,5 Stunden reduzierten Wochenarbeitszeit skeptisch. «Trotz der Arbeitszeitverkürzungen werden die Beschäftigtenzahlen gerade in der Metall- und Druckindustrie weiter abnehmen, da hier die jährliche Produktivitätsentwicklung besonders hoch ist.»

### Flexibilisierung von Arbeitszeiten
Weil der «Leber-Kompromiss» die Möglichkeit vorsah, die Wochenarbeitszeit nicht gleichmäßig, sondern abhängig von betrieblichen Erfordernissen auf die einzelnen Arbeitstage zu verteilen, kann von einer Destandardisierung des Achtstundentages gesprochen werden. Auch die Samstags- und Wochenendarbeit hat zugenommen. Im Rahmen dieser Entwicklung konnten individuelle Arbeitszeiten stärker von betriebliche Erfordernisse abhängig gemacht werden. Nur ein Teil der Beschäftigten hat im Zuge der Arbeitszeitflexibilisierung ihre eigene Zeitsouveränität erhöhen können. «Insofern muss die Zeitsouveränitäts-Bilanz ambivalent bleiben: Manche Arbeitnehmer haben offensichtlich von der Restrukturierung betrieblicher Arbeitszeiten in den letzten Jahren profitiert, andere bei der Flexibilisierungsoffensive der Unternehmen eher verloren.»

### Verbetrieblichung von Tarifpolitik
Gemäß dem 1984 in der Metallindustrie geschlossenen Tarifvertrag sollten anstelle der Gewerkschaften und Unternehmerverbände fortan die Betriebsräte und Unternehmensleitungen für die konkrete Ausgestaltung der Rahmenregelungen zuständig sein. Mehrarbeit, Überstunden wurden durch diese Öffnungsklauseln zum Gegenstand von Betriebsvereinbarungen. «Die seit dem 38,5-Stunden-Tarifvertrag dominierende Skepsis der Betriebsräte hinsichtlich der Verbetrieblichung ist bis heute – mit wenigen Ausnahmen – erhalten geblieben. Dazu trug in den letzten Jahren insbesondere die ökonomische Krise und wachsende Massenarbeitslosigkeit bei, die sich cum grano salis in einer Schwächung der betrieblichen Interessenvertretung gegenüber den Managementvertretern niederschlug; häufig sahen sich die Betriebsräte angesichts von unternehmerischen Drohungen mit der Verlagerung von Betriebsteilen bzw. mit Personalabbau gezwungen, eine defensive Standortsicherungspolitik zu betreiben, die letztlich auf vermehrte Zugeständnisse an das Unternehmen hinausliefen – nicht zuletzt im Bereich betrieblicher Arbeitszeitgestaltung.»

### Leistungsverdichtung
«Arbeitszeitverkürzung hat ohne Zweifel zu einer Intensivierung der Arbeit geführt. Bereits seit der ersten Runde zur betrieblichen Umsetzung der Arbeitszeitverkürzung 1985 war beschrieben worden, daß zumindest in den Angestellten- und in vielen Zeitlohn-Bereichen die Verkürzung der Arbeitszeiten von den Betrieben durch eine Intensivierung der Arbeit aufzufangen versucht worden ist. Dies läuft […] den eigentlichen Intentionen der Arbeitszeitverkürzung zuwider, weil sich hierdurch ein reduzierter Beschäftigungseffekt ergibt.»

### Auseinandersetzung um den §116 des Arbeitsförderungsgesetzes
Von Unternehmerseite wurden die einstweiligen Verfügungen der Sozialgerichte Frankfurt und Bremen, die den Franke-Erlass außer Kraft setzten, als «unerträglich» bezeichnet. Beschäftigte, die nach Gewerkschaftsverständnis «kalt ausgesperrt» worden waren, hatten weiterhin Anspruch auf die Zahlung von Arbeitslosen- oder Kurzarbeitergeld. Die Gewerkschaften werteten diese Gerichtsentscheidungen als Beitrag zur Wiederherstellung der Kampfparität. In Übereinstimmung mit Forderungen der Unternehmerverbände sorgte die schwarz-gelbe Regierungskoalition mit ihrem Arbeits- und Sozialminister Norbert Blüm dafür, die Ziele des Franke-Erlasses in Gesetzesform zu bringen. Mit dem «Gesetz zur Sicherung der Neutralität der Bundesanstalt für Arbeit bei Arbeitskämpfen» wurde der § 116 Arbeitsförderungsgesetz im Mai 1986 dahingehend geändert, dass «mittelbar von Streiks betroffene Arbeitnehmer (kalte Aussperrung) keinen Anspruch mehr auf Lohnersatzleistungen der BA» haben.